# Шафранска, Анда
Анда Шафранска (латыш. Anda Šafranska; 2 декабря 1960, Рига) — латвийская, ранее советская, шахматистка, гроссмейстер (1999).
Восемь раз побеждала на чемпионатах Латвии по шахматам среди женщин — в 1982, 1984, 1990, 1991, 1993, 1994, 1996 и 1997 годах. Четыре раза представляла Латвию на женских шахматных олимпиадах, в том числе два раза играла на первой доске. Также участвовала в команде Латвийской ССР на Спартакиаде народов СССР в 1983 году и в командном чемпионате Европы в 1992 и 1997 годах.
С 2000 года проживает во Франции, а с 2010 года представляет эту страну в международных соревнованиях. В 2013 году играла за сборную Франции на женском командном первенстве мира в Астане. Муж — французский гроссмейстер Владимир Лазарев.

## Изменения рейтинга
| Графики недоступны из-за технических проблем. См. информацию на Фабрикаторе и на mediawiki.org. |